# مقاطعة باري (ميشيغان)
مقاطعة باري هي مقاطعة تقع في المنطقة الجنوبية الغربية من شبه الجزيرة السفلى بولاية ميشيغان الأمريكية، بلغ عدد سكانها 59٬173 نسمة، بحسب تعداد عام 2010، عاصمتها هاستينغز، وتبلغ مساحتها 1٬494 كيلومتر مربع.

## الموقع
تشترك مقاطعة باري في الحدود مع:
- مقاطعة إونيا
- مقاطعة كالامازو

## التقسيمات الإدارية
- هاستينغز.

## أعلام
- وينفريد جوزفين روبنسون